# Tiszántúli Református Egyházkerületi és Kollégiumi Levéltár
A Tiszántúli Református Egyházkerületi és Kollégiumi Levéltár eredetét tekintve két részből áll: a Kollégium hivatalos irataiból és a Tiszántúli Református Egyházkerület 1821-ben ide telepített és azóta folyamatosan
bővülő iratanyagából.

## Története
A Kollégium levéltárát kezdetben a Coetus tisztségviselői gondozták. Az iratok első katalógusát Hatvani István professzor állította össze 1750-ben, majd 1760 körül Sinai Miklós professzor, a gyűjtemény első őre különítette el a Nagykönyvtár anyagától. Ebben az időben, nyilván az anyag nagyságának növekedése miatt, a „leveles láda” elnevezést fölváltotta a „tabulárium”. 1794-ben Budai Ézsaiás került a Levéltár élére. Az ő javaslatára
került a Kollégiumba az egyházkerület levéltári anyaga, de azt továbbra is elkülönítve kezelték. A Kollégium újjáépítése után 1823-ban külön levéltári szoba jött létre. Ezt követően előbb Kerekes Ferenc, majd Búzás Pál, id. Révész Imre és végül a századfordulón Balogh Ferenc irányította az intézményt. Ők kezdték el a levéltári anyag tudományos rendszerezését (az első rendszeres katalógus Búzás Pál jogi professzor munkája).
1923–1940 között Csikesz Sándor teológiai professzor vezette a Levéltárat. Nagy buzgalommal végezte munkáját, azonban az általa készített levéltári mutató sok tekintetben
már elavult módszereket tükröz. A második világháborúban kórházként használt levéltári
helyiségek anyaga összekeveredett. Az iratok újrarendezését Nagy Sándor vallástanár, levéltáros kezdte meg, majd Kiss Sándor folytatta. Időközben 1952-ben megtörtént a kollégiumi és az egyházkerületi levéltári anyagának egyesítése. 1969-ben az egyházi levéltárakat tudományos szaklevéltárrá minősítették át. Ennek megfelelően kezdődött meg ezután a levéltár anyagának korszerű rendszerezése Kormos László levéltári igazgató vezetésével, mely munka ma is folyik.

## Napjainkban
Ma itt őrzik a Tiszántúl református egyházi életére és a Debreceni Kollégium történetére vonatkozó iratok jelentős részét.  Az Egyházkerületi és Kollégiumi Levéltár nyilvános kutatóhely, ahol mintegy 1500 (111 fond) folyóméter rendezett forrásanyag várja a kutatókat. Ennek mintegy egyharmada a Református Kollégium tagintézményeihez tartozik. A Levéltár kutatói szobája és raktárhelyiségei a Kollégium északi szárnyának első emeletén, a Hittudományi Egyetem és a Díszterem szomszédságában találhatóak.